# Chlorobyrrhulus yamalus
Chlorobyrrhulus yamalus is een keversoort uit de familie pilkevers (Byrrhidae). De wetenschappelijke naam van de soort is voor het eerst geldig gepubliceerd in 1999 door Tshernyshev in Tshernyshev & Putz.